# Памятник Александру Твардовскому и Василию Тёркину
Памятник Александру Твардовскому и Василию Тёркину — памятник в Смоленске. Объект культурного наследия.

## Описание и местоположение
Расположен в центре города, на площади Победы. Смоленский скульптор А. Г. Сергеев запечатлел поэта-фронтовика А. Т. Твардовского и воспетого им солдата, неунывающего Василия Тёркина, на привале за дружеской беседой. Памятник отлит из бронзы. Это единственный памятник, изображающий автора и вымышленного героя вместе. Торжественное открытие памятника великому поэту и его литературному герою состоялось накануне пятидесятилетия Великой Победы − 2 мая 1995 года. Теркин изображен со своей гармошкой, а Твардовский внимательно слушает солдатские байки. На постаменте высечены строки из знаменитой поэмы, хорошо знакомые многим с детства.
Поэма «Василий Тёркин», «Книга про бойца без начала и конца» − самое известное произведение Твардовского, это цепь эпизодов из Великой Отечественной войны. Поэма отличается простым и точным слогом, энергичным развитием действия. Эпизоды связаны друг с другом только главным героем − автор исходил из того, что и он сам, и его читатель могут в любой момент погибнуть. По мере написания главы печатались в газете Западного фронта «Красноармейская правда» и были невероятно популярны на передовой. Поэма стала одним из атрибутов фронтовой жизни, в результате чего Твардовский сделался культовым автором военного поколения.
Помимо прочего, «Василий Тёркин» выделяется среди других произведений того времени полным отсутствием идеологической пропаганды, упоминаний о Сталине и партии.